# Северо-Западное книжное издательство
Северо-Западное кни́жное изда́тельство — республиканское издательство Госкомиздата РСФСР, созданное в 1964 году в процессе проводившегося в это время в СССР укрупнения областных издательств. Образовано на базе Архангельского областного книжного издательства и Вологодского областного книжного издательства. Вологодское издательство после этого получило статус Вологодского отделения.

## История
Издательство выпускало общественно-политическую, производственно-техническую, сельскохозяйственную, художественную и краеведческую литературу.
С 1979 года издавалась 24-томная книжная серия «Русский Север», куда входили произведения русских и советских авторов, а также фольклор.
После распада СССР издательство продолжало выпускать книги до середины 1990-х годов (как государственное унитарное предприятие).
В реестре Российской книжной палаты числилось как «архивное», что означало отсутствие поступлений в течение длительного времени обязательных экземпляров и фактическое прекращение издательской деятельности.

## Избранные книжные серии

### Города Архангельской области
- Гемп К. П. Каргополь. — Архангельск: Сев.-Зап. кн. изд-во, 1968. — 96, [8] с. — (Города Архангельской области). — 15 000 экз.
- Селезнёв А. Г. Архангельск и его окрестности: Путеводитель. — Архангельск: Сев.-Зап. кн. изд-во, 1970. — 128 с. — (Города Архангельской области).
- Овсянников О. В. Сольвычегодск. — Архангельск: Сев.-Зап. кн. изд-во, 1973. — 96 с. — (Города Архангельской области). — 30 000 экз.
- Овсянников О. В. Шенкурск. — Архангельск: Сев.-Зап. кн. изд-во, 1978. — 105 с. — (Города Архангельской области).
- Калинин Г. Д. Онега. — Архангельск: Сев.-Зап. кн. изд-во, 1980. — 128 с. — (Города Архангельской области).

### Города Вологодской области
- Батаков Н. М., Мансветова Е. С., Широков В. Великий Устюг. — 2-е изд., испр. и доп. — Вологда: Сев.-Зап. кн. изд-во, 1973. — 144 с. — (Города Вологодской области). — 15 000 экз.